# Lycosa dimota
Lycosa dimota là một loài nhện trong họ Lycosidae.
Loài này thuộc chi Lycosa. Lycosa dimota được Eugène Simon miêu tả năm 1909.